# Planinc
Planinc je priimek v Sloveniji in tujini. Po podatkih Statističnega urada Republike Slovenije je na dan 1. januarja 2010 v Slovenjiji uporabljalo ta priimek 821 oseb.  

## Znani  nosilci priimka
- Albin Planinc (Planinec) (1944–2008), šahovski velemojster
- Danilo Planinc, antikvar (Maribor)
- Franc Planinc - Frenk (1920–1944), partizanski poveljnik
- Franc (Frenk) Planinc (1922– ?), športni delavec, organizator (strelstvo)
- Igor Planinc (*1959), gradbenik, univ. profesor
- Jona Gal Planinc (*1966), slikar
- Marija Mica Planinc (r. Kos) (1938–2005), umetnostna zgodovinarka, galeristka
- Matjaž Planinc, arhitekt (za paraplegike)
- Milka Planinc (1924–2010), hrvaška koministična političarka, predsednica ZIS
- Mojca Planinc, slikarka
- Natalija (Nataša) Planinc (*1945), kulturna animatorka, vzgojiteljica
- Petra Planinc, kustosinja v Gasilskem muzeju Metlika
- Rok Planinc, jamar; judoka/judoist (=drug?)
- Štefan Planinc (1925–2017),  slikar in ilustrator
- Tatjana Resnik Planinc (*1965), geografinja
- Uroš Planinc,  rock kitarist